# Schloss Trebsen

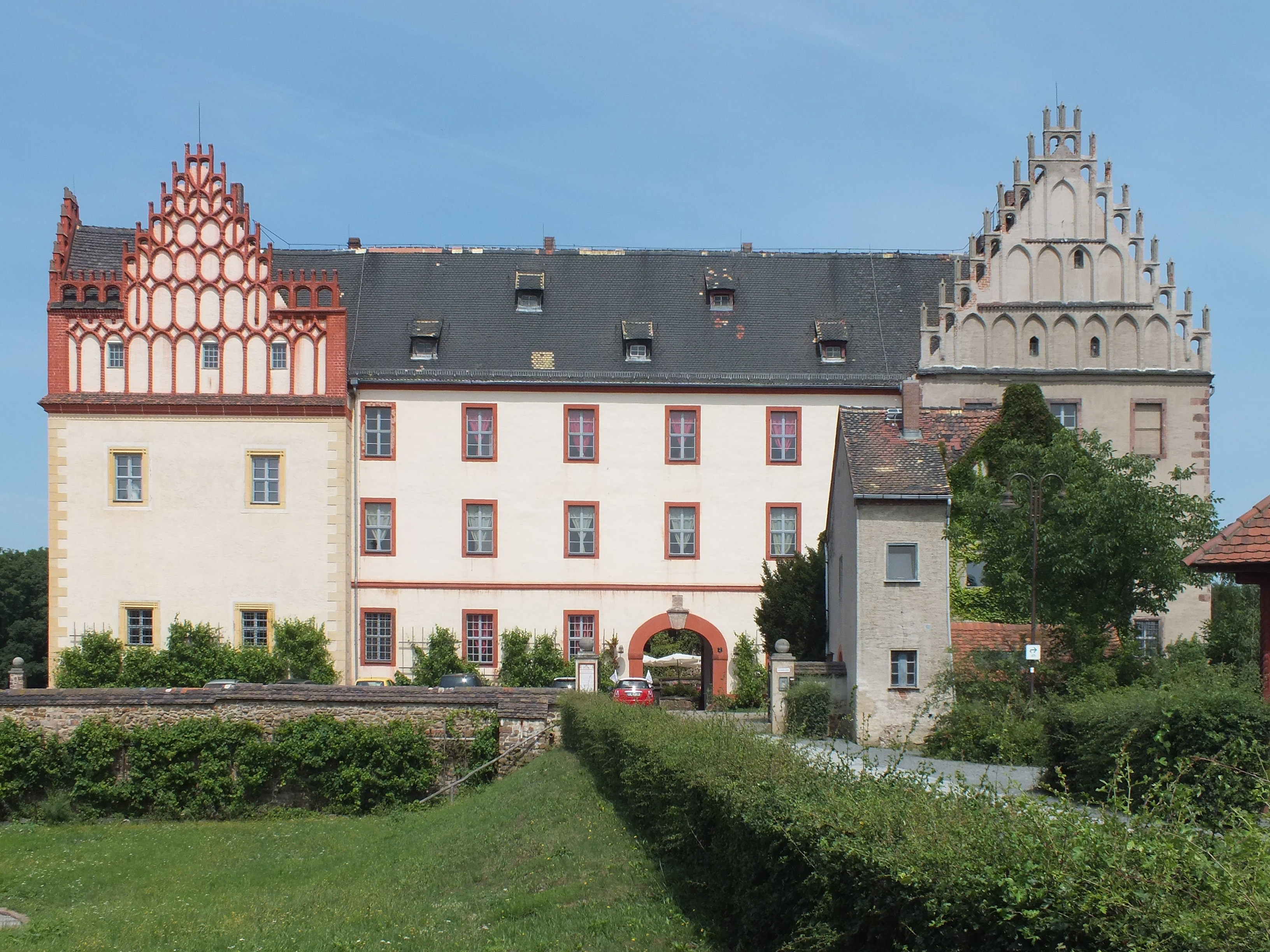
Schloss Trebsen (2014)

Das Schloss Trebsen ist ein spätgotisches Wohnschloss in der sächsischen Stadt Trebsen im Landkreis Leipzig, das ab 1494 am Westufer der Mulde anstelle einer Wasserburg errichtet wurde.

## Lage und Gestalt

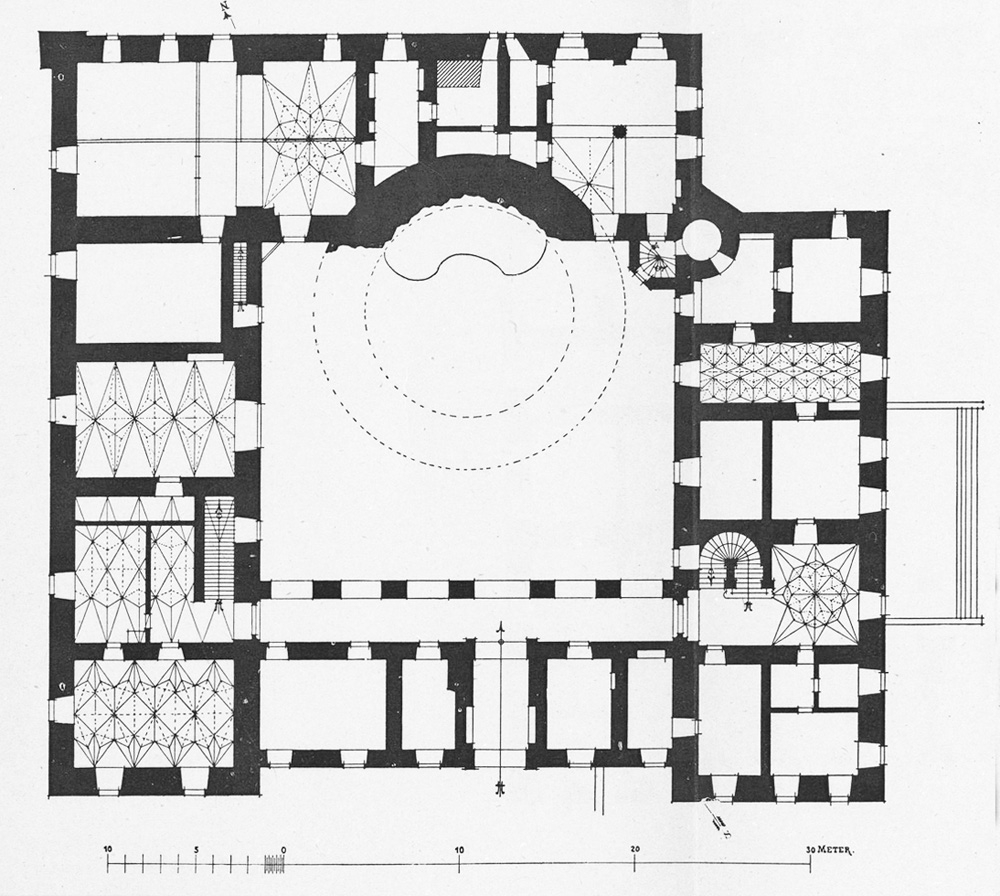
Grundriss des Schlosses
(um 1900)

Das Schloss liegt am Ostrand der Stadt Trebsen unmittelbar an der Mulde. Nach Norden schließt sich der über sechs Hektar große Schlosspark an. Die vierflügelige Schlossanlage besitzt einen nahezu rechteckigen Grundriss von etwa 50 mal 44 Meter. Der Torbogenzugang zum Hof führt durch den etwas schmaleren Südflügel, der von den Giebelseiten des Ost- und des Westflügels flankiert wird. Beide Giebelseiten tragen gotische Staffelgiebel, wobei der östliche höher ausfällt, der westliche als eckständiger Doppelgiebel kunstvoller gestaltet ist. Ost- und Westflügel weisen nach außen je zwölf Fensterachsen auf.
Betritt man den Innenhof, fällt gegenüber dem Zugang an der Nordwand ein nach innen gewölbtes, teilweise mit Efeu bewachsenes Stück Mauerwerk aus Natursteinen auf. Es ist der Rest des ehemaligen Bergfrieds, der einen Durchmesser von 18 Metern hatte (siehe Grundriss). Der Schlosshof ist durch eine Terrasse gegliedert. In zahlreichen Räumen des Schlosses findet sich ein gut erhaltenes bzw. restauriertes Zellengewölbe, auch Diamantgewölbe genannt. Die Steinrahmenfenster der Anlage sind zum Großteil mit Rochlitzer Porphyr gefasst. Die Dächer tragen Schleppgauben.
Das südwestlich der Burg gelegene ehemalige Rittergut wird von dieser durch einen Wassergraben getrennt. Er ist ein Teil der ehemaligen Anlage der Wasserburg. Den Graben überspannt eine historische Brücke zwischen Rittergut und Schloss. Am Zugang zum Park, noch auf dem erhöhten Schlossareal befindet sich ein barocker Gartenpavillon.

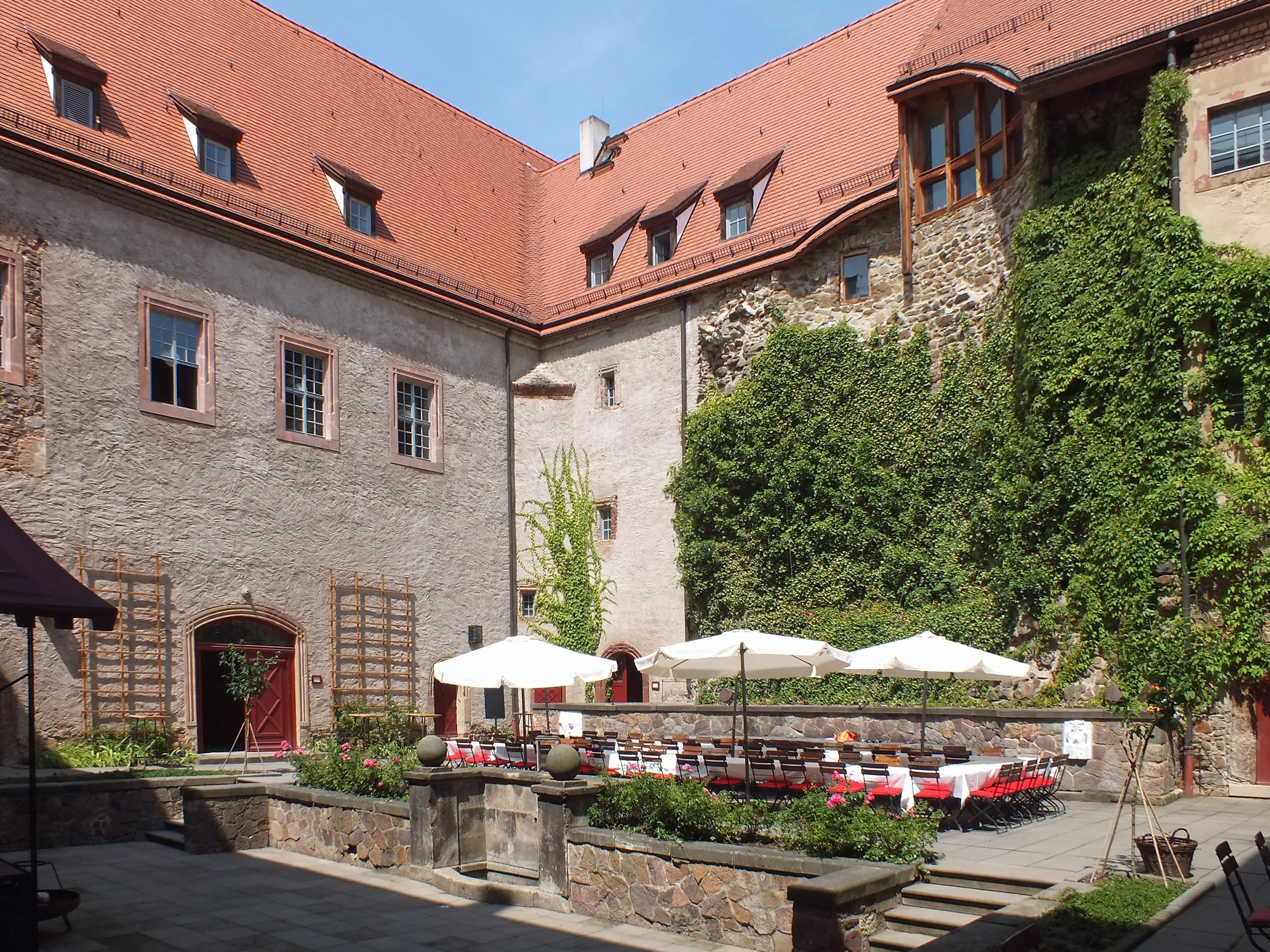
Der Schlosshof
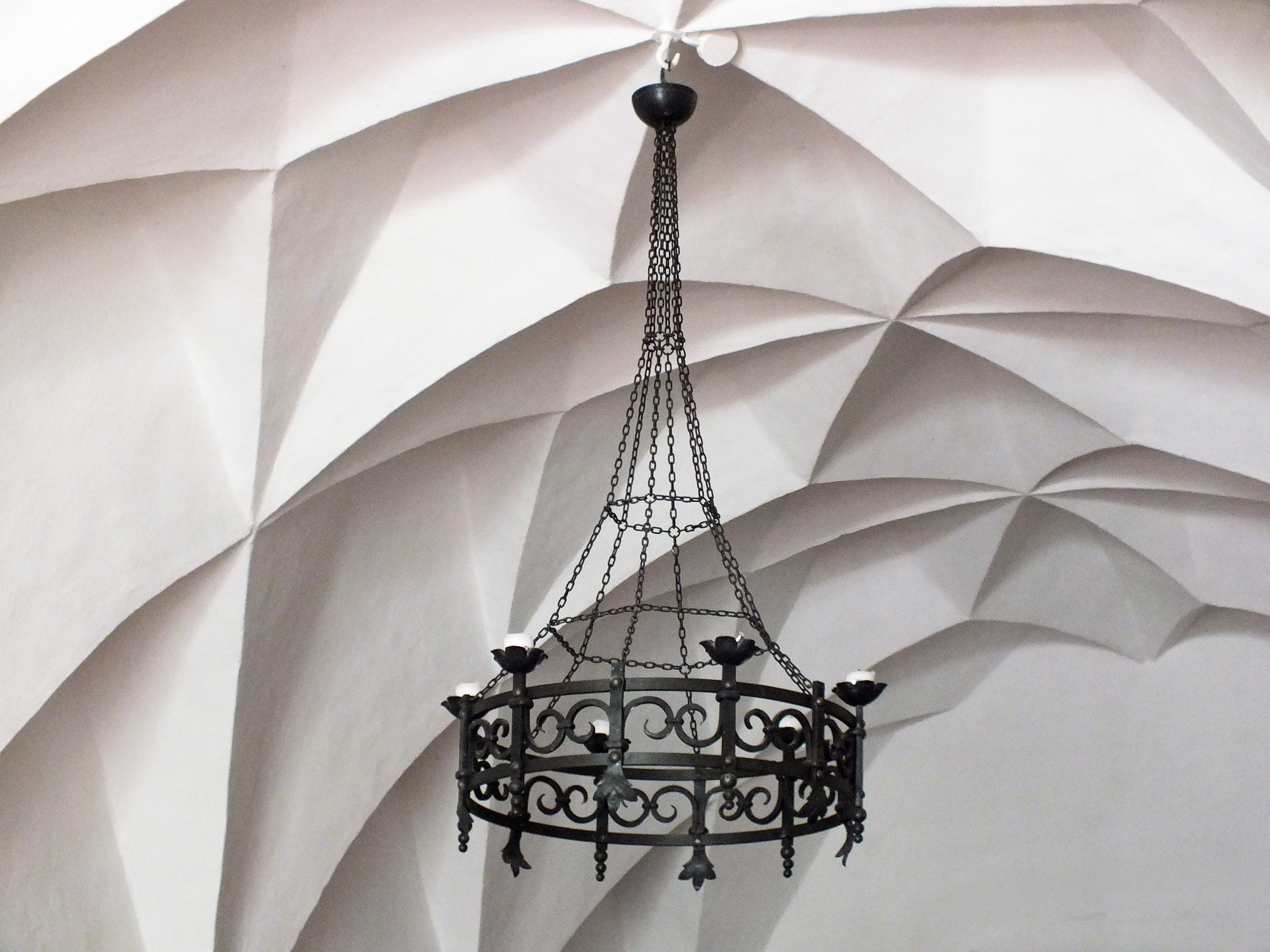
Diamantgewölbe
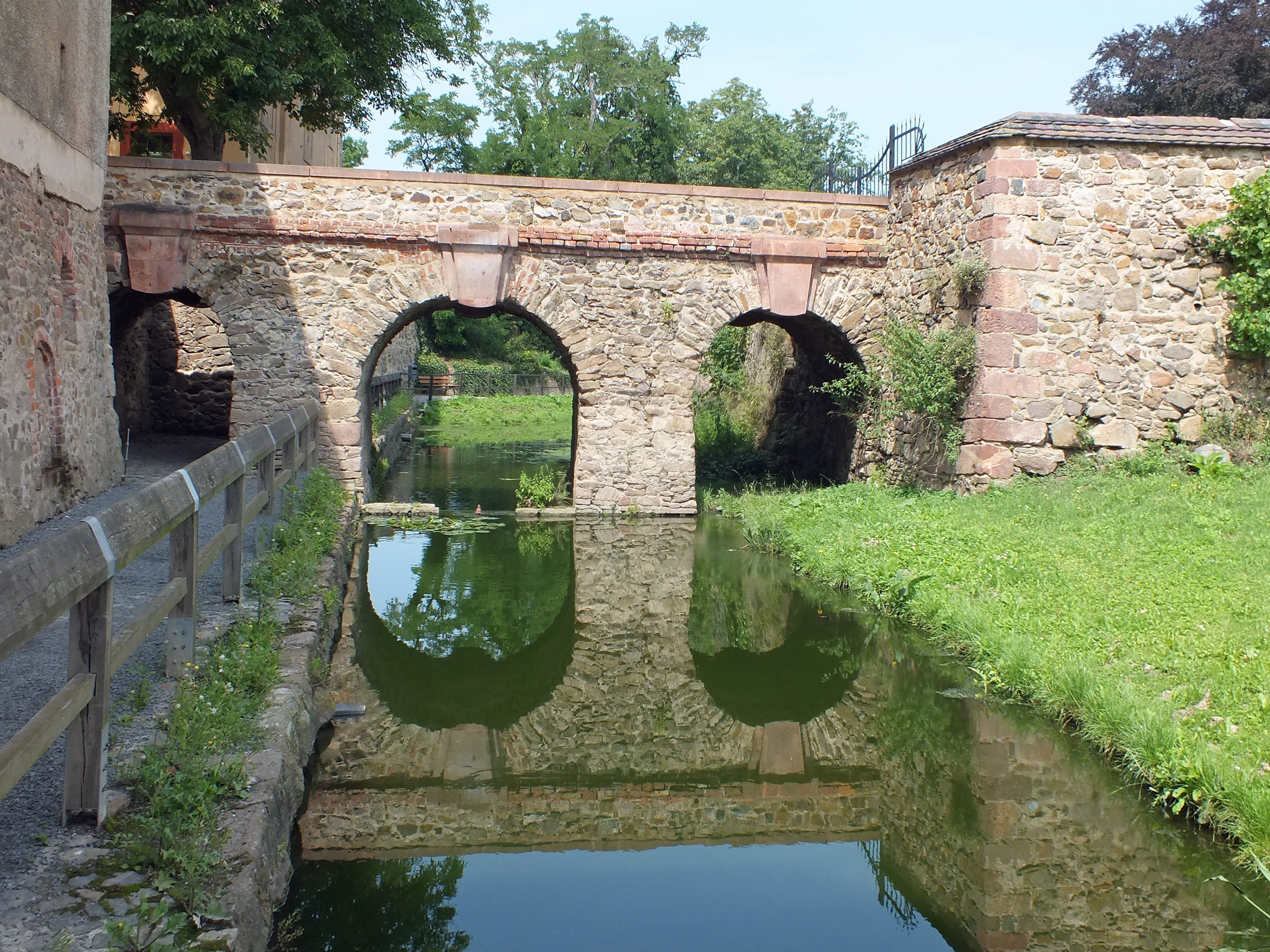
Historische Brücke
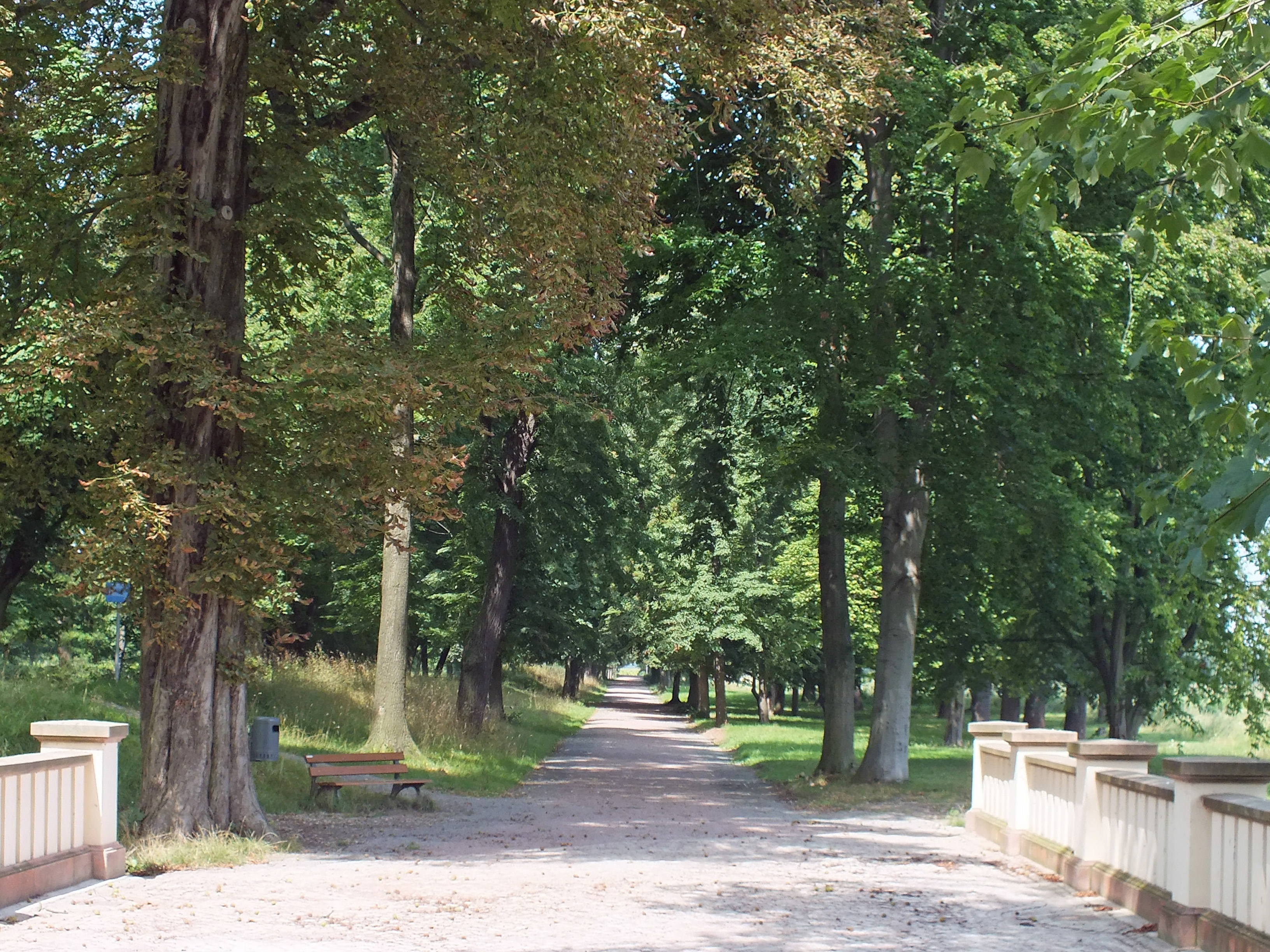
Allee im Schlosspark
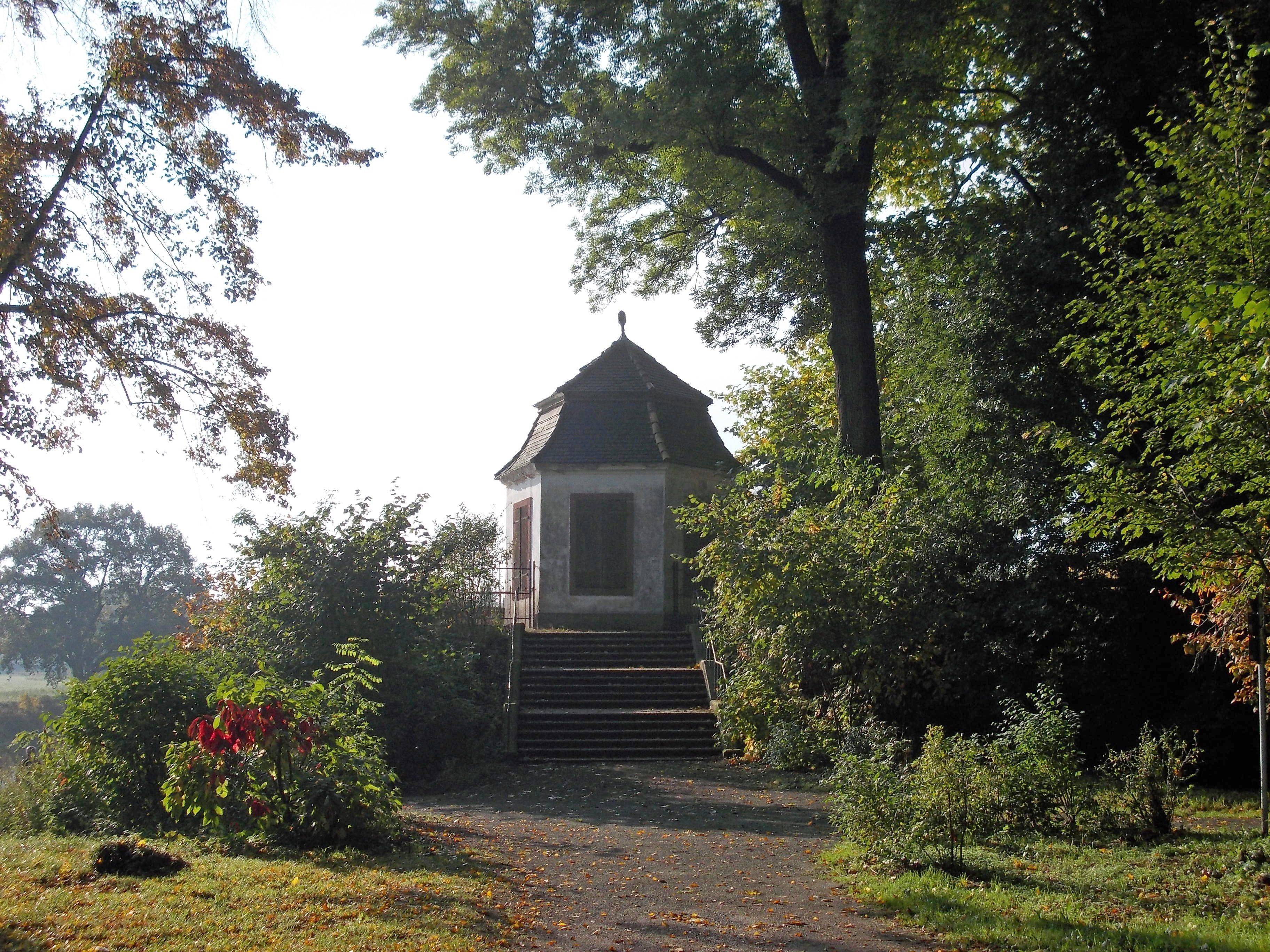
Barocker Park-Pavillon

## Geschichte

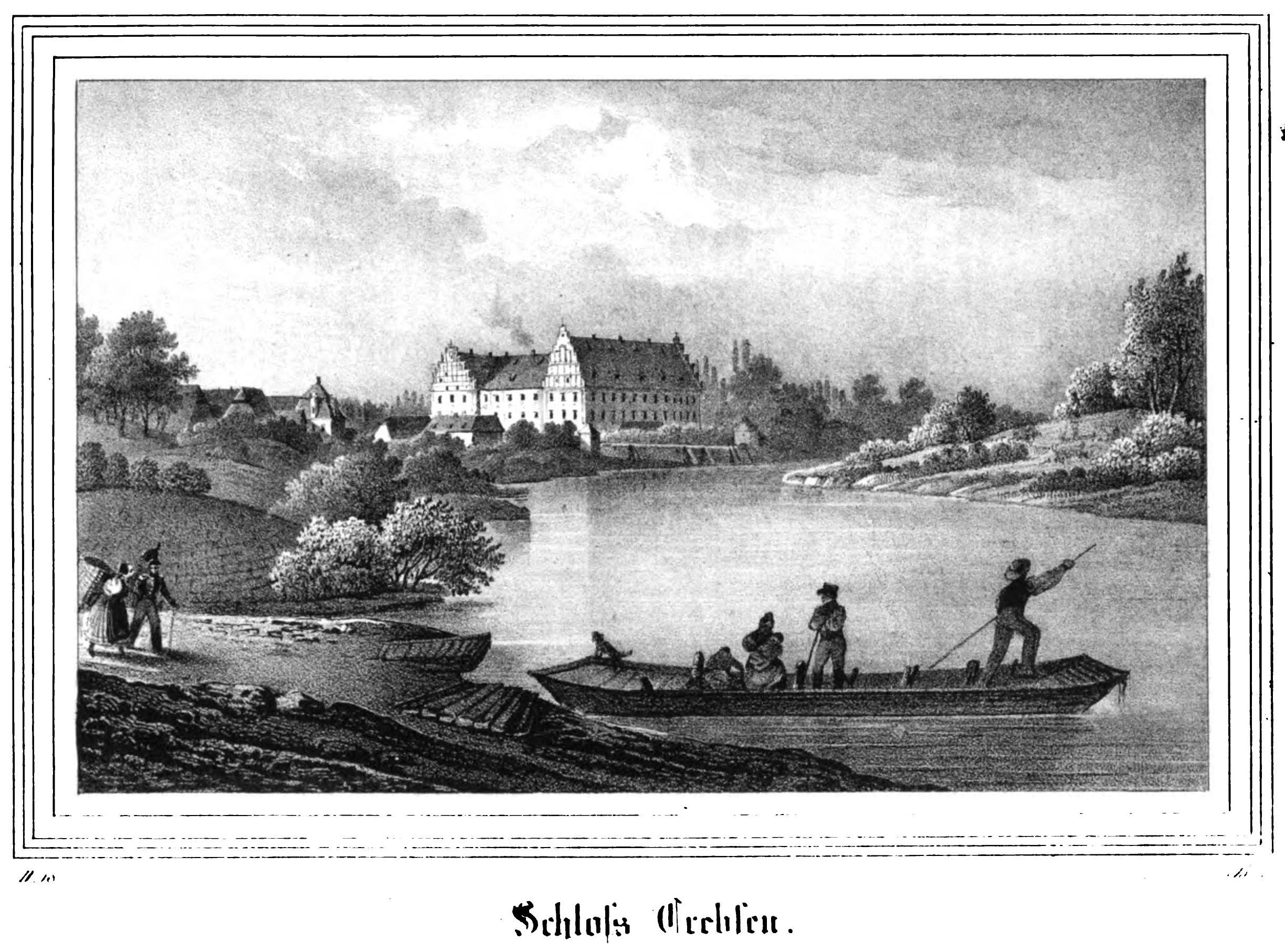
Lithografie von 1841 mit dem Motiv des Schlosses und der Mulde

Der Fund von Keramikscherben, welche auf das 9. Jahrhundert datiert werden, legt die Vermutung nahe, dass der Standort des Schlosses bereits zu dieser Zeit besiedelt war. Höchstwahrscheinlich war es der slawische Gaugraf Bucelin, welcher 991 die Burg Trebicin zum Schutz der damaligen Muldefurt, eines wichtigen Handelsweges, errichten ließ.
Die erste schriftliche Erwähnung der Burg unter dem Ritter Heinricus de Trebecin erfolgte in einer Urkunde des Domherrn Berthold von Naumburg, datiert vom 1. Mai 1161.
1330 ging die Burg in den Besitz der Herren Große von Döbeln über. 1494 wurde Ritter Georg von Saalhausen, der Bruder des Meißner Bischofs Johann VI. von Saalhausen, neuer Eigentümer. Er ließ die Burg schleifen und begann mit einem repräsentativen Schlossbau ohne Verteidigungsfunktion.
Um 1511 wurde der kurfürstliche Kammerherr Hans von Minckwitz Schlossherr auf Trebsen. Er und in der Folge seine Söhne Nickel, Hans und Abraham beendeten die erste große Bauphase von Schloss Trebsen als Vierflügelanlage mit Staffelgiebeln und Diamantgewölbe. Weitere Besitzer waren die Grafen von Barby (1548) und die Herren von der Schulenburg (1592). Als der ehe- und kinderlose Schlossherr Albrecht von der Schulenburg 1637 der Pest zum Opfer fiel, übernahm die Familie von Dieskau Schloss und Herrschaft von Trebsen.
1736 wurde der aus Hamburg stammende bürgerliche Kaufmann Vincent Baumann Eigentümer des Schlosses. 1738 ließ er den mächtigen Rundturm von nahezu 18 Meter Durchmesser im Schlosshof größtenteils abbrechen. Mit dessen Baumaterial und unter Einbeziehung älterer Erdgeschossbauten wurde der Südflügel neu aufgeführt, worauf der Schlussstein über der Toreinfahrt noch hinweist. Baumann ließ auch den Schlosspark im englischen Stil anlegen, wobei der barocke Gartenpavillon entstand.
Ab 1886 war Gustav Lehmann Schlossbesitzer und ab 1892 die briefadelige Familie von Zimmermann, vertreten durch Rittmeister a. d. Georg von Zimmermann (1857–1927). Er ließ in den Jahren 1909/1910 nach Entwurf der Saalecker Werkstätten G.M.B.H. unter der Leitung von Paul Schultze-Naumburg den Hof umbauen und die Erdgeschossräume im West- und Ostflügel neu einrichten. Zimmermann und seine Nachfahren lebten zumeist auf dem Rittergut Benkendorf und besaßen weitere umfangreiche Besitzungen. Nach dem Gothaischen Genealogischen Taschenbuch umfasste der Besitz Trebsen im Jahre 1942 1046 ha.

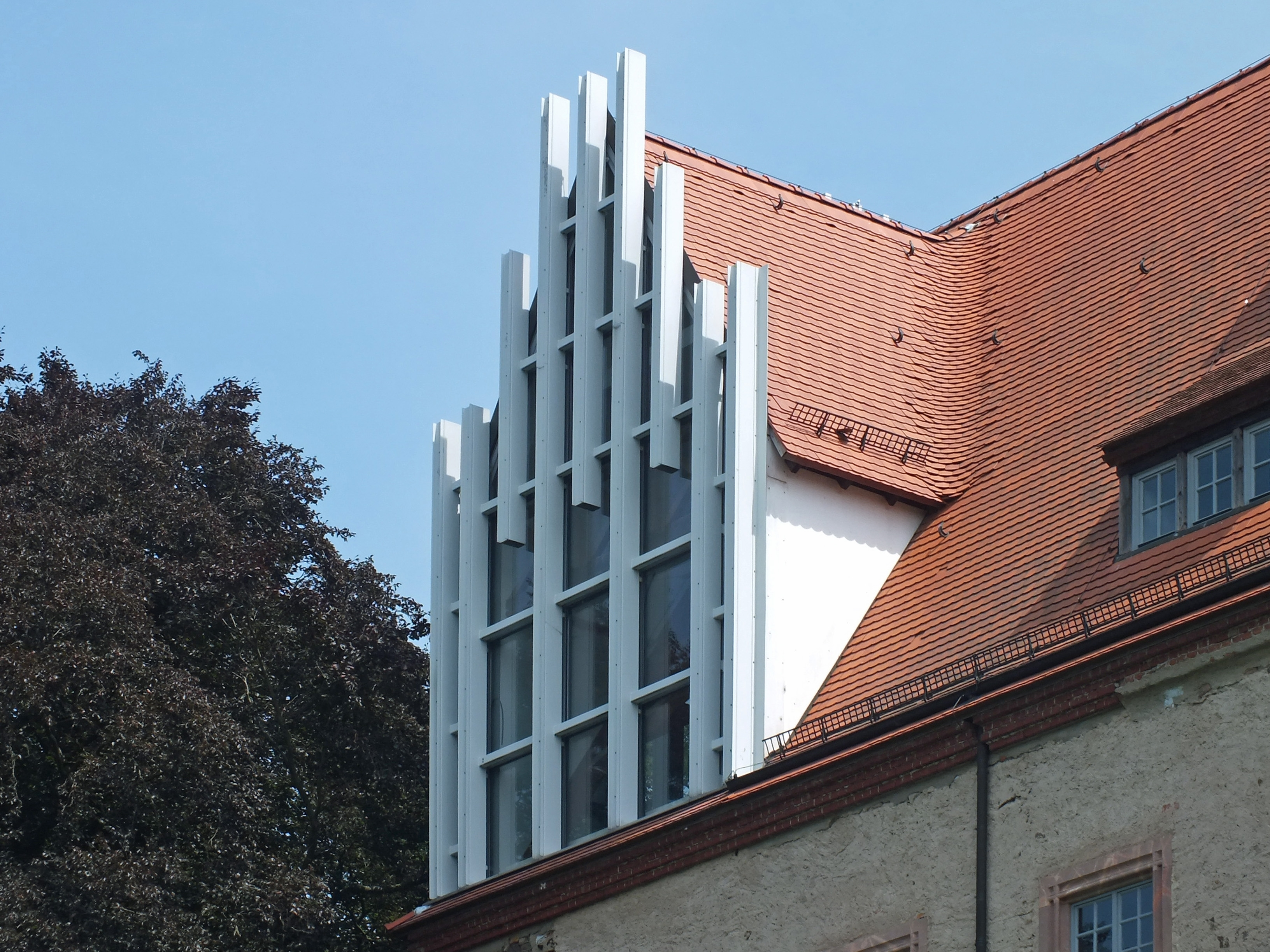
Modern gestalteter Staffelgiebel

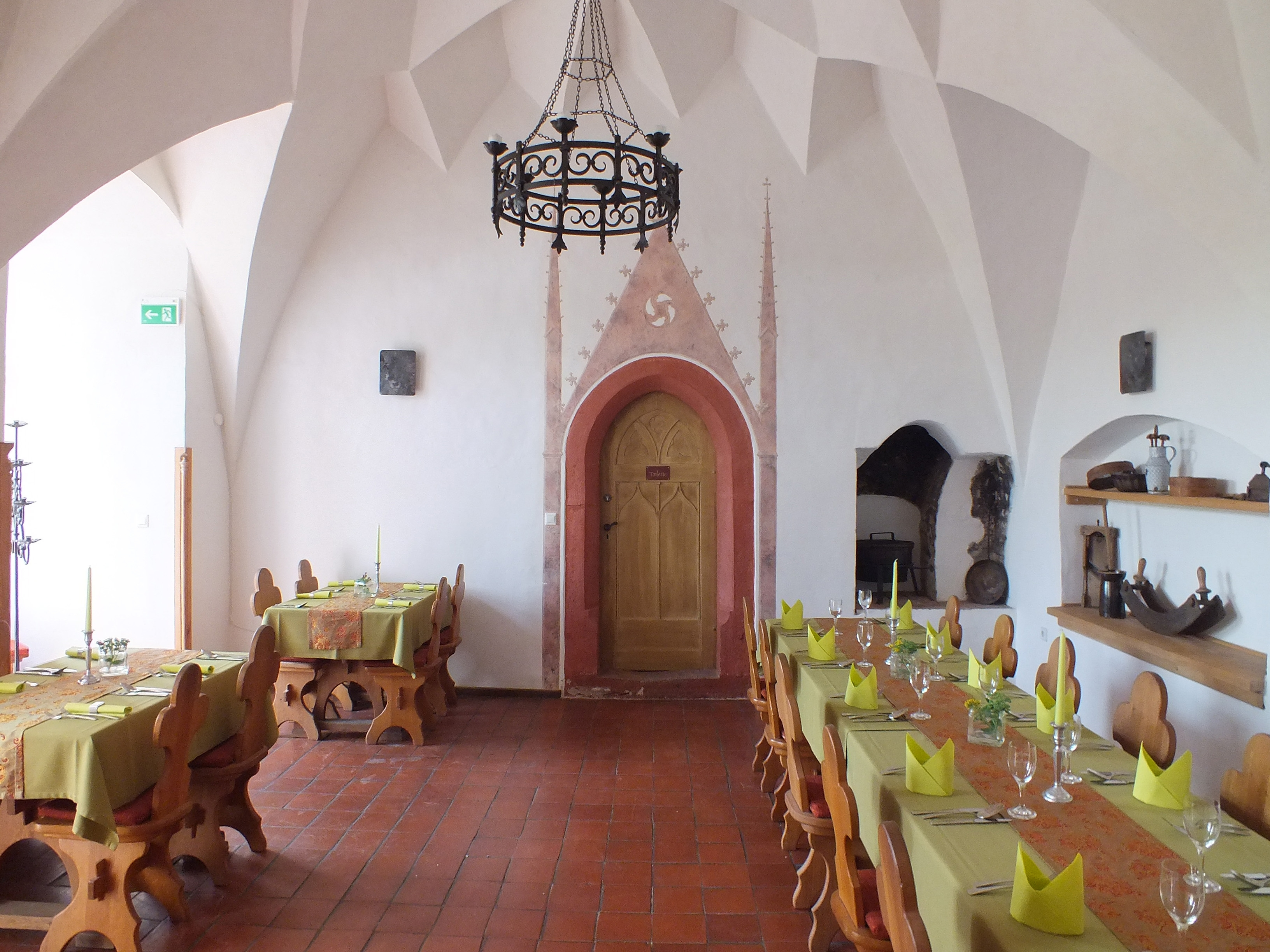
Raum der Schlossgaststätte mit Diamantgewölbe

Nach dem Zweiten Weltkrieg wurde die Familie von Zimmermann als Großgrundbesitzer enteignet und das Schloss als Volkseigentum der Verwaltung der Stadt Trebsen unterstellt. Es kam zu baulichen Schäden und zum Abbruch der Dächer über dem West- und dem Nordflügel, wodurch der Nordflügel im Weiteren zur Ruine verfiel. Dennoch wurde der Rest des Schlosses über 40 Jahre als Wohnraum (zunächst für Flüchtlinge und Vertriebene), als Kindergarten, als Seniorentreff und von der Freiwilligen Feuerwehr genutzt.
Im Jahr 1992 gründete sich der Förderverein für Handwerk und Denkmalpflege e. V. – Schloss Trebsen, pachtete das Schloss und begann mit umfangreichen Instandsetzungs- und Restaurierungsarbeiten. 1993 nahm das Bildungszentrum für handwerkliche Denkmalpflege – Schloss Trebsen seine Arbeit auf, womit Werkstätten, Ateliers und Seminarräume entstanden. 1994–1995 wurden die Mauern der ruinösen Schlossflügel wieder aufgeführt, mit neuen Dächern versehen und die verlorengegangenen Staffelgiebel in modernen Formen nachempfunden. Es erfolgte die Freilegung des ehemaligen Wassergrabens, wobei eine 1770 errichtete Steinbrücke wieder zum Vorschein kam. 2009 endete der Pachtvertrag, und der Förderverein zog sich auf das benachbarte Rittergut zurück.
Seit 2010 ist das Schloss in Privatbesitz mit dem Ziel einer umfassenden gastronomischen Nutzung. Die liebevolle und Denkmalschutzaspekten folgende Restaurierung wurde fortgesetzt. Im Erdgeschoss von Nord- und Westflügel entstanden die für Feierlichkeiten und Veranstaltungen vorgesehenen und jeweils unterschiedlichen Zeitepochen angepassten Räume der Schlosskapelle, des ritterlichen Herrenzimmers, des gotischen Esszimmers, des Damenzimmers und des barocken Speisezimmers. Im Trauzimmer finden Trauungen durch das Standesamt Grimma statt.
Seit 2012 sind Schloss und Park Austragungsort der deutschen Highland Games.
Wegen der persönlichen Kontakte des Schlossherren Hans von Minckwitz zu Martin Luther wurde Trebsen zur Luther-Dekade in den Lutherweg Sachsen aufgenommen.